# Michail Azantjevskij
Michail Pavlovitj Azantjevskij (ryska: Михаил Павлович Азанчевский), född 5 april (gamla stilen: 24 mars) 1839 i Moskva, död 24 januari (gamla stilen: 12 januari) 1881, var en rysk tonsättare och musikpedagog.
Azantjevskij var ursprungligen militär, men övergick sedan på den musikaliska banan, och studerade musik för Moritz Hauptmann och Ernst Richter i Leipzig (musikteori och kompositionslära), och piano för Franz Liszt. Azantjevskij var 1871–1876 direktör för musikkonservatoriet i Sankt Petersburg och kom genom detta ämbete att betyda mycket för den offentliga musikundervisningen i Ryssland. Hans alster – bland annat kammarmusik och sånger – är inte omfattande, men blev i sin samtid uppskattade.